# Нойдорф (Бургенланд)
Нойдорф (нім. Neudorf, Neudorf bei Parndorf (до 1971 року)) — громада округу Нойзідль-ам-Зее у землі Бургенланд, Австрія.
Нойдорф лежить на висоті  178 м над рівнем моря і займає площу  21,6 км². Громада налічує 715 мешканців. 
Густота населення 33/км².  
|                                  |
| Нойдорф на мапі округу та землі. |

 Адреса управління громади:  2475 Neudorf bei Parndorf. 

## Демографія
Історична динаміка населення міста за даними сайту Statistik Austria

## Виноски
1. ↑  Dauersiedlungsraum der Gemeinden Politischen Bezirke und Bundesländer - Gebietsstand 1.1.2018 — Статистичне управління Австрії.
2. ↑  Einwohnerzahl 1.1.2018 nach Gemeinden mit Status, Gebietsstand 1.1.2018 — Статистичне управління Австрії.
3. ↑   www.neudorfbeiparndorf.at
4. ↑  Gemeindedaten von Neudorf bei Parndorf

| Австрія | Це незавершена стаття з географії Австрії. Ви можете допомогти проєкту, виправивши або дописавши її. |